# 先验概率
在贝叶斯统计中，某一不确定量p的先验概率（英語：Prior probability）分布是在考虑「观测数据」前，能表达p不确定性的概率分布。它旨在描述这个不确定量的不确定程度，而不是这个不确定量的随机性。这个不确定量可以是一个参数，或者是一个隐含变量（latent variable）。依據應用領域的不同，事前機率又叫做先驗機率、先驗概率、事前先驗機率、居先機率。
在使用贝叶斯定理时，我们通过将先验概率与似然函数相乘，随后标准化，来得到后验概率分布，也就是给出某数据，该不确定量的条件分布。
先验概率通常是主观的猜测，为了使计算后验概率方便，有时候会选择共轭先验。如果后验概率和先验概率是同一族的，则认为它们是共轭分布，这个先验概率就是对应于似然函数的共轭先验。